# 王名世
王名世（？—？），號羽寰，河南开封府祥符县籍山西孝义县人。

## 生平
诗二房，戊子（1588年）九月二十二日（官年）生。万历三十一年（1603年）癸卯科河南鄉試第七十二名舉人，四十七年（1619年）己未科會試二百二十六名，三甲一百九十二名進士，户部观政，四十八年授山東長山知縣，天啓二年（1622年）考察去職。崇祯元年（1628年）補漢中府推官，二年丁憂歸鄉。

## 家族
曾祖王安。祖父王寿，愷官。父王大化。